# Processi di Curiohaus
I processi di Curiohaus sono stati dei processi tenuti dai militari britannici, si sono svolti nel palazzo Curiohaus di Amburgo, da cui prendono il nome, dalla fine della seconda guerra mondiale fino al dicembre 1949. Dei 329 processi militari britannici, 188 si sono svolti qui; complessivamente, sono stati processati 445 uomini e 59 donne con 102 condanne a morte e 267 pene detentive.
Il termine processo di Curiohaus di solito si riferisce al principale processo di Neuengamme del tribunale militare britannico contro i responsabili nel campo di concentramento di Neuengamme, mandanti anche della strage di venti bambini e di altri prigionieri di guerra nel sottocampo di Bullenhuser Damm. Altri processi britannici per crimini di guerra che si sono svolti al Curiohaus includevano il processo Testa, i sette Processi di Ravensbrück e il processo contro un colpevole del campo di concentramento di Bergen-Belsen.

## Processo di Neuengamme
Il processo principale di Neuengamme si svolse dal 18 marzo al 3 maggio 1946 nella Curiohaus di Amburgo. Furono accusati quattordici capi e sorveglianti delle SS, tra cui il comandante del campo Max Pauly, l'ufficiale medico delle SS Alfred Trzebinski e il capo del campo di custodia protettiva Anton Thumann. Furono pronunciate undici condanne a morte, eseguite per impiccagione l'8 ottobre 1946 nel penitenziario di Hameln.
Nei sette processi successivi, altri quindici imputati hanno dovuto rispondere dei loro crimini nel campo principale di Neuengamme. Ci sono state dodici condanne a morte, otto delle quali sono state confermate ed eseguite, incluso Albert Lütkemeyer. Oltre a Trzebinski, altre due persone, direttamente coinvolte nell'omicidio di un bambino, furono condannate a morte nel luglio 1946 e giustiziate nell'ottobre 1946: Ewald Jauch e Johann Frahm. Per quanto riguarda l'omicidio dei venti bambini furono accusati il medico delle SS Dr. Kurt Heissmeyer, il medico delle SS Hans Klein e l'Obersturmführer Arnold Strippel, ma essi non erano ancora stati rintracciati al momento del processo.
Quasi tutti i processi che sono stati condotti a causa di un crimine nella prigione di Fuhlsbüttel o in uno dei campi satellite e sottocampi del campo di concentramento di Bergen-Belsen si sono svolti nella Curiohaus. Gli accusati erano alti ufficiali delle SS, uomini delle SS dispiegati in servizio di guardia, funzionari della Wehrmacht e della dogana, guardie femminili, nonché alcuni funzionari carcerari ed altro personale.

## Processo Testa
Il primo processo al Curiohaus fu dal 1 all'8 marzo 1946 contro tre persone della società Tesch & Stabenow (Testa), che aveva consegnato lo Zyklon B ai campi di concentramento. Erano accusati di aver fornito gas tossici per uccidere cittadini alleati "con la piena consapevolezza delle modalità di utilizzo del gas in oggetto". Secondo la testimonianza di un contabile della compagnia, basata su un resoconto di viaggio non ritrovato del dottore Bruno Tesch, lo stesso dottore avrebbe persino suggerito di usare il suo Zyklon B per uccidere le persone.
Bruno Tesch e il suo firmatario autorizzato Karl Weinbacher furono condannati a morte; Joachim Drosihn è stato assolto. Le richieste di grazia firmate dalle numerose persone furono respinte e i due condannati furono impiccati il 16 maggio 1946 nel penitenziario di Hameln.

## Ulteriori processi
Dal 17 al 21 ottobre 1945, nella Curiohaus si svolse il processo Eck, contro il principale imputato il capitano Heinz-Wilhelm Eck, in seguito all'affondamento della nave mercantile greca Peleus da parte dell'U-boot tedesco U-852 comandato da Eck nella notte del 13-14 marzo 1944. Oltre a Eck furono accusati anche il secondo ufficiale August Hoffmann, il medico di bordo Walter Weispfenning, l'ingegnere capo Hans Richard Lenz e il marinaio Wolfgang Schwenker, per aver sparato sulle zattere di salvataggio e anche sui sopravvissuti all'affondamento per ordine di Eck. L'affondamento delle zattere toglieva la possibilità ai sopravvissuti di salvarsi e, di conseguenza, evitava che la posizione del sottomarino fosse scoperta. Il processo si concluse con la condanna a morte di Eck, Hoffmann e Weispfenning, che furono giustiziati con una fucilazione il 30 novembre 1945, nonostante gli appelli alla clemenza. Gli altri due imputati hanno ricevuto pene detentive. Questo fu l'unico processo per crimini di guerra condotto dagli Alleati contro i membri degli equipaggi dei sottomarini tedeschi U-boot dopo la seconda guerra mondiale.
Il 16 aprile 1948 fu processato il capo del battaglione di guardia del campo di concentramento di Bergen-Belsen, SS-Hauptsturmführer Kurt Meyer. Ha negato le accuse di maltrattamento dei prigionieri alleati e di una donna polacca a Bergen-Belsen, dichiarando che nel suo ruolo non aveva libero accesso al campo di custodia protettiva. Le dichiarazioni dei testimoni si contraddicevano a vicenda. Il suo avvocato difensore ha affermato l'esistenza di un possibile equivoco. Meyer è stato condannato all'ergastolo nel terzo processo Bergen-Belsen, anch'esso celebrato al Curiohaus, ma è stato rilasciato all'inizio del 1954.
Anche gli imputati dei sette processi di Ravensbrück erano sotto processo in questo luogo.
Dall'11 ottobre 1948, l'Obersturmbannführer Fritz Knöchlein si trovava davanti alla corte nella Curiohaus. Fu accusato perché i membri della 3ª compagnia sotto il suo comando nel 2° SS Totenkopf Regiment (motorizzato) della 3. SS-Panzerdivision "Totenkopf" avevano catturato circa cento prigionieri di guerra britannici, che il 27 maggio 1940 furono fucilati nel massacro di Le Paradis. Anche Knöchlein fu dichiarato colpevole e impiccato il 21 gennaio 1949 a Hameln.
Dal 23 agosto 1949 al 19 dicembre 1949 fu la volta del processo al feldmaresciallo Erich von Manstein. Fu l'ultimo processo per crimini di guerra.

## Base giuridica
Il cosiddetto decreto reale del 14 giugno 1945 costituì la base per i processi militari britannici contro i criminali di guerra tedeschi. Il principio giuridico nulla poena sine lege non fu violato, perché fu applicato solo il diritto internazionale valido al momento del crimine. La corte era composta da tre alti ufficiali militari, un giudice supplente e un consulente legale senza diritto di voto. Il processo è stato aperto al pubblico. L'appello non era possibile; gli appelli alla clemenza venivano decisi dal Ministro della Guerra o da un maggior generale nominato.
Solo due gruppi di artefici sono stati accusati in questi processi militari: primo, coloro che hanno violato la legge marziale a danno dei cittadini britannici e, secondo, coloro che hanno commesso crimini contro gli alleati nel territorio della zona di occupazione britannica.
Il termine legale crimini contro l'umanità era ancora sconosciuto ai processi militari britannici. Secondo la più recente interpretazione tedesca della legge, la partecipazione ad un programma di sterminio è sufficiente per una condanna per concorso in omicidio, per cui l'imputato non deve provare uno specifico atto individuale. La giurisprudenza alleata aveva scelto tale approccio.

## Conseguenze
Dato il numero crescente di processi e condanne per crimini di guerra, il pubblico tedesco di contro ha aumentato il loro rifiuto. Sono stati diffamati come giustizia vittoriosa da gran parte delle chiese, dalla stampa, dagli avvocati e dai partiti politici. Gran parte della popolazione tedesca ha mostrato solidarietà con i condannati di guerra o con i criminali nazisti.